# Audrey Patterson
Audrey Patterson (Estados Unidos, 27 de septiembre de 1926-27 de agosto de 1996) fue una atleta estadounidense, especialista en la prueba de 200 m en la que llegó a ser medallista de bronce olímpica en 1948.

## Carrera deportiva
En los JJ. OO. de Londres 1948 ganó la medalla de bronce en los 200 metros, con un tiempo de 25.2 segundos, llegando a meta tras la neerlandesa Fanny Blankers-Koen (oro con 24.4 s) y la británica Audrey Williamson (plata con 25.1 segundos).